# Tomas Cabreira senior
Tomas Cabreira senior, eigentlich Tomas Antonio da Guarda Cabreira, 3. Conde (Graf) de Lagos und 3. Visconde (Freiherr) de Vale de Mata (* 23. Januar 1865 in Tavira, Algarve, Portugal; † 4. Dezember 1918 ebendort), war ein portugiesischer Wissenschaftler, Autor, Militär, Freimaurer und Politiker. Er gehörte zu den wichtigen Gestalten der jungen portugiesischen Republik. Er war Finanzminister von Portugal 1914.

## Leben und Wirken
Geboren wurde er 1865 in der algarvischen Stadt Tavira als Nachkomme einer Familie mit starken militärischen Traditionen. Sein Großvater war Generalfeldmarschall von Portugal und erster Conde de Lagos sowie erster Visconde de Vale de Mata, sein Vater war einfacher General der Armee. Tomas Cabreira selbst brachte es bis 1918 nur zum Oberst, da er wenig Interesse am Militär hatte. 
1883 schrieb er sich in die Mathematische Fakultät der Universität Coimbra ein, später folgte die Immatrikulierung an der Escola Politecnica de Lisboa in Lissabon, 1896. Er machte Abschlüsse in Zivilingenieurswesen (1893) sowie in Organischer Chemie und Organischer Mineralogie. Die Promotion  erfolgte 1916 an der Universität Lissabon. 1907 war er Mitbegründer der Akademie der Wissenschaften von Lissabon, deren zweiter Präsident er von 1907 bis 1918 war. Außerdem gründete er im selben Jahr die Universidade Popular de Lisboa, quasi die erste Volkshochschule Portugals.
Als Politiker war er Abgeordneter des ersten republikanischen Parlaments bzw. der Konstituierenden Versammlung Portugals 1911 sowie 1914 Finanzminister. 
Er war der 9. und 13. Präsident des großen Ordens des Tempels Oriente von Lusitanien, des größten Freimaurerordens Portugals und der Länder portugiesischer Zunge. 
Seinen Sohn, den dilettantischen Autor, homosexuellen und hochsensiblen Tomas Cabreira junior, vernachlässigte er, behandelte ihn nicht gut und trieb ihn mit seiner Härte in den Suizid.
In Faro ist eine Berufsschule, in Portimão eine Straße nach ihm benannt.
Er starb 1918 mit 53 Jahren in seiner Heimatstadt Tavira. 

## Werke (Auswahl)
- Velasquez é um Pintor Português (1908)[2]
- O Problema Financeiro e a sua Solução (1912)
- O Problema Bancário Português (1915)
- A Questão Corticeira, (1915)
- Zonas Turísticas", (1915)
- O Problema Tributário Português (1916)
- A Defesa Económica Portuguesa (1917)
- O Algarve Económico (1918)
- A Política Agrícola Nacional (1920)
- A Composição da Linguagem de alguns Povos Pré-Históricos (1923)